# 205 av. J.-C.
Cette page concerne l'année 205 av. J.-C. du calendrier julien proleptique.

## Événements
- 13 février (15 mars du calendrier romain) : début à Rome du consulat de Publius Cornelius Scipio (futur  Scipion l'Africain) et Publius Licinius Crassus Dives ; dictature de Quintus Caecilius Metellus[1]. Scipion reçoit la Sicile comme province avec la permission de porter la guerre en Afrique s'il estime que c'est nécessaire[2]. 
  - Série de prodiges, interprétés comme signe du mécontentement des dieux à l’égard des Romains. Une délégation est envoyée au roi de Pergame Attale Ier, détenteur de l’effigie de la déesse Cybèle (pierre noire à Pessinonte)[1].
- Printemps[3] : le proconsul Publius Sempronius Tuditanus est envoyé avec 11 000 hommes et 35 quinquérèmes en Épire pour une nouvelle expédition contre Philippe V de Macédoine. Il débarque à Dyrrhachium  ; les troupes macédoniennes avancent sur Apollonie, mais les Romains se mettent sur la défensive et refusent une bataille rangée, en l'absence d'alliés en Grèce[2].
- Avril : Antiochos III, après avoir passé l'hiver en Carmanie, est à Babylone. À la fin de l’année ou au début de l'année suivante, il mène une expédition dans la région du golfe Persique contre divers peuples arabes, notamment contre Gerrha[4].

- Mai : Scipion arrive à Syracuse avec 30 000 hommes et envoie immédiatement Laelius reconnaitre et piller les côtes de l'Afrique ; il prend contact avec Massinissa qui réclame l'intervention des troupes romaines[5]. Les cités étrusques contribuent à l’expédition de Scipion à Carthage[6].
- Été : 
  - Magon Barca, vaincu en Hispanie, parvient à porter la guerre en Ligurie et à s'emparer de Gênes  mais est vaincu au printemps 203 av. J.-C. par Quintilius Varus en Cisalpine. Il meurt en regagnant Carthage[7].
  - Sempronius ouvre les négociations grâce à la médiation des Épiriotes et la paix de Phoenikê (Phœnicè) est conclue entre Rome, les Étoliens et Philippe V de Macédoine, qui conserve ses accès à l'Adriatique (partage de l’Illyrie). Fin de la Première Guerre macédonienne[3]. Adscriptio de Sparte au traité de Phoenikê[8].

- Octobre : Harmachis se proclame pharaon à Thèbes en concurrence avec les Lagides (fin en 199 av. J.-C.)[9].
- Octobre-novembre : mort de Ptolémée IV Philopator[10]. Première intervention romaine dans le royaume lagide. À l'avènement de Ptolémée V, un enfant, et alors qu'Antiochos III est aux portes de l'Égypte, Rome obtient le retrait du Séleucide.

- En Afrique, Syphax marche contre le roi des Massyles et le vainc. Massinissa se réfugie au mont Balbus (djebel Ressas) et lance des raids contre Carthage. Vaincu et traqué par le carthaginois Bucar (Bocchar), il parvient à échapper de justesse à la noyade. Il réussit plus tard à soulever les Massyles et à reprendre possession de son royaume. Vaincu à nouveau par Syphax près de Cirta en 204, il doit se réfugier en Tripolitaine[11].

- Attaque de Cos et de Calymna par Hierapytna. Début de la Première Guerre crétoise, menée par Rhodes contre les pirates soutenus par Philippe V[12].

## Décès en 205 av. J.-C.
- Chrysippe de Soles, philosophe stoïcien né en 281 av. J.-C. à Soli, en Cilicie.
- Ptolémée IV Philopator.